# 迪拉尔
迪拉尔，是西班牙安达卢西亚自治区格拉纳达省的一个市镇。总面积79平方公里，
2001年普查人口總數為1563人，人口密度為每平方公里20人。